# Бачка
Бачка (на сръбски: Бачка; на унгарски: Bácska; на хърватски: Bačka; на словашки: Báčka; на русински: Бачка; на немски: Batschka) е историко-географска област, разделена между Сърбия и Унгария.

## География
Унгарската част на Бачка е включена в унгарския окръг Бач-Кискун. Сръбската част на Бачка се намира в автономната област Войводина, където административно включва окръзите: Южнобачки, Севернобачки и Западнобачки. По-големи градове в Бачка са Нови Сад (215 659), Суботица (99 471), Сомбор (50 950), Бачка паланка (29 431), Върбас (25 887), Бечей (25 703) и Сента (20 363).

## Население
Бачка е регион с мултиетническо население. Според последното преброяване на населението през 2002 в Бачка живеят 1 022 524 души. От тях сърби (54,74%) и унгарци (21,70%). Други националности, живеещи в Бачка, са: словаци, хървати, буневци, шокци, русини, черногорци, югославяни, цигани, германци и др.

## История
На територията на Бачка са открити селища още от времето на каменната епоха, разположени покрай река Дунав и Тиса. По-известните от тях са край Гомбош, Апатин, Ада, Сента и Тител. Намерени са също и много следи от бронзовата епоха, както и следи от присъствието на различни народи: келти, римляни, хуни, славяни, германи и авари. Славяните се заселват в Бачка около 6 век.
През 9 век Бачка е част от Първата българска държава под управлението на българския управител Салан, а главен град на областта е град Тител.
След завладяването на Панонската низина от маджарските племена, областта е населена главно с маджари и печенеги. Първият унгарски крал Свети Стефан основава градовете Бач и Бодрог, като главни градове на съответните жупании.
Заселването на областта със сърби от южните сръбски земи Косово, Рашка и Шумадия започва през 15 век по времето на крал Сигизмунд. През първата половин на 16 век областта е раздирана от селски въстания (1514), а след това от нахлуването на османците.
През 1526 г. Бачка е център на краткотрайната сръбска държава, начало със самозвания сръбски цар Йован Ненад. Столица на неговата държава е град Суботица.
След падането на Буда и Сегед (1542) Бачка се намира под турска власт. Територията на областта е включена в Сегединския санджак, който е под управлението на Будимския пашалък. Бачка се дели на 6 нахии: Байска, Суботишка, Сегединска, Сомборска, Бачка и Тителска.
След изтласкването на турците Бачка става част от Австрийската империя. На територията на Бачка е формиран военен граничен окръг. През 1750 г. започва организацията на Шайкашки окръг. След образуването му големи маси сърби започват да емигрират в Русия, Банат. Така областта губи сръбския си етнически характер. На мястото на изселилите се сърби се заселват унгарци, немци, словаци и русини. В периода 1848 – 1849 г. Бачка е център на кървави борби между унгарци и сърби. През 1849 г. голяма част от Бачка е организирана във Войводство Сърбия и Тамишки Банат. През 1860 г. то е закрито.
През 1918 г. Бачка е присъединена към Кралството на сърби, хървати и словенци, а от 1945 г. е част от Автономен край Войводина.